# 謝佩島
謝佩島（英語：Isle of Sheppey）是一座位於英國肯特郡泰晤士河出海口的島嶼，該島屬於斯韋爾郊區，倫敦市以東38英里（61），面積約36平方英里（93平方）36平方英里。謝佩島被無數的自然河道和人道水道所分割，與其說它是個島，不如說它是個群島。與北肯特郡大部分的地方相同，此島土壤主要以盛產化石著名的倫敦黏土組成，此外本島也具有相當多的濕地。這些濕地提供本島綿羊養殖業堅實的基礎，也讓綿羊成為本島文化相當重要的部分，事實上，島名Sheppey一詞就是源於古撒克遜語Sceapige，意思是綿羊之島。
時人常稱的「謝佩」地區事實上是由三個島所組成的，他們是謝佩島本身、哈蒂島和愛爾慕里島，其中愛爾幕里島在以前曾被認為是謝佩島的一部分。
一些謝佩島居民喜歡自稱為Swampies，這個詞最早是一個侮辱性的詞，而且目前一些人也依然認為它是一個侮辱性的詞，但另一部分人認為它已經變成一個愛稱或加強特徵性的詞。「Shippee」和「Shippey」在美国新英格蘭是常見的姓，表明他們的祖先是來自謝佩島的。

## 斯韋爾（The Swale）
謝佩島與大陸之間以斯韋爾水道相隔，一如東邊的汶桑水道把薩尼特島以及揚特利特河把格雷恩島從大陸分開一樣。這些水道使古代的船只可以不被北海的壞天氣影響而直接航行到查塔姆和倫敦。

### 輸渡
在大陸與島之間曾經通行著3條輪渡線：一條在島西岸，名為國王輪渡（King's Ferry）；一條在愛爾慕里發船；一條在法弗沙姆發船，稱為哈蒂輪渡（Harty's Ferry）。所有三條輪渡都有著悠久的歷史，特別是哈蒂渡輪（可參見下面的外部連結）。不過現在所有的輪渡都停止運營了，其中哈蒂輪渡在一戰開始時就停運了，但是輪渡的斜伸到水中的道路在今天還能在哈蒂和埃爾姆利見到，哈蒂的是在輪渡飯店（Ferry House Inn，業主擁有輪渡權）的下面。而想看埃爾姆利的則要從皇家鳥類保護協會（RSPB）停車場走上1.5英里左右。此外東南鐵路公司(South Eastern Railway (UK))運營過幾年從格雷恩半島的維多利亞港鐵路終點站到希爾內斯的接駁旅客輪渡。一些向南方的輪渡服務也曾經嘗試過，但都被證明是不長命的。1970年，哈蒂輪渡飯店的業主Ben Fowler嘗試在飯店與臨近法弗沙姆的Oare Creek開設氣墊船輪渡服務，但幾天後就宣告失敗。
許多大陸輪渡（向歐洲大陸航行的輪渡）服務也曾在謝佩島上經營。
1876年由查塔姆和多佛鐵路公司公司建造的大型輪渡站在昆伯勒建成並開始運營夜間開往荷蘭弗利辛恩（Vlissingen）的輪渡。同時開通的還有德國郵政服務。這些業務在一戰期間停運。然後被用於軍事交通，港站於1930年代被關閉並拆除。從1980年代到1990年代還開行過從希爾內斯到弗利辛恩的旅客汽車輪渡，但是近年島上不再有任何輪渡服務。

### 橋樑

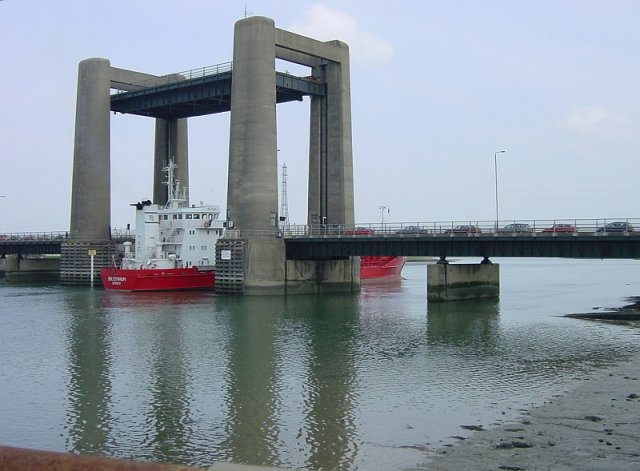
國王輪渡橋（The Kingsferry Bridge）

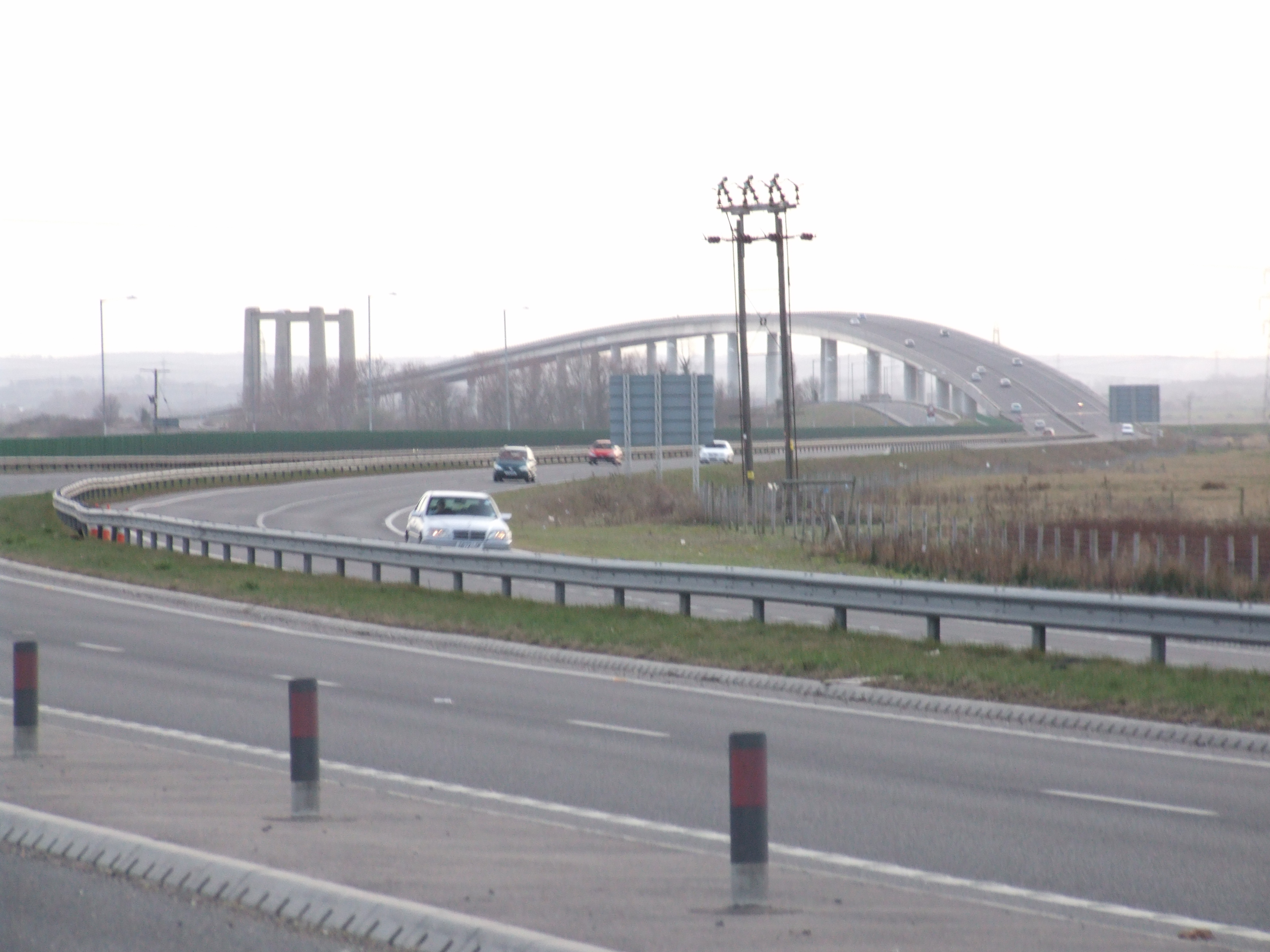
謝佩立交橋與國王輪渡橋的橋塔，國王輪渡橋依然用於鐵路和當地機動車輛交通。

按歷史學家Charles Igglesden的說法，在愛德華一世統治期間，在埃爾姆利存在一座連接謝佩島與大陸的橋樑，名字叫做Tremsethg Bridge，但是在潮汐中被破壞了，此後再也沒有重建過。
在更近代一點，國王輪渡橋建成了（代替原來的輪渡）。在那裡曾經建過4次橋，每一座都能讓遊客通過可航行水道進入The Swale：
- 1860年7月19日: 倫敦查塔姆和多佛鐵路根據海軍部的設計建造了第一座橋，它的中跨可以在兩橋塔之間升起，火車和公路交通都可以使用它，同樣後面的兩座橋也可以。
- 1906年11月6日: 東南和查塔姆鐵路（英语：South Eastern and Chatham Railway）在第一座橋處重建了該橋，使用了一種稱為“滾動升起”的設計，它最早是使用手動操作的，後來改用電驅動。
- 1959年10月: 國王輪渡橋（英语：Kingsferry Bridge）安裝完畢，它是一座開啟橋，能同時升起道路和鐵路線，使得船舶可以從下面通過[1]。
- 2006年5月: 謝佩大橋（英语：Sheppey crossing）建成，並於7月3日正式開通。這個四車道公路橋在斯韋爾水道水道上有20米高，它連接著A249幹道。升降橋主要供行人、動物、自行車使用。這是本島與愛瑋德（英语：Iwade）/下郝思套（英语：Lower Lower Halstow）地區之間最直接的通道。

## 謝佩的歷史
在Kingsborough Manor發現的築路圈地複合體建築證實了島的高地在新石器時代的重要性，而在Neat's Court和 Leysdown小學開發前的考古學家的發現也發現了史前及羅馬和中世紀的佔領遺存。

### 舒蘭莊園（Shurland Hall）
靠近伊斯特徹奇的舒蘭莊園是由其擁有者的De Shurland家族姓而得名的。1188年Adam de Shurland控制了一座磨坊和周圍大約1000英畝（4平方公里）的混合型土地，大部分都是濕地中間有一個小的牧場，他在那一帶也留下一些農舍。
家族的一個14世紀的成員Robert de Shurland爵士與一個奇怪的傳說有關。傳說羅伯特爵士殺死了一名僧侶，他希望得到國玉的寬恕。1327年他騎著馬遊到了國王在謝佩島外錨泊的船上，國王寬恕了他，在回程中，他遇到了一個女巫，女巫告訴他：你將會死於你的馬——灰海豚（Grey Dolphin），雖然這匹馬英勇地帶著他的主人游到了船上，羅伯特爵士還是馬上殺死了它，並砍下了它的頭。一年以後，當羅伯特爵士在海岸邊散步時，一個馬骨碎片剌穿了他的腳，他死於血中毒。
亨利八世曾經拜訪過莊園，在那時莊園的主人已經是William Cheney (1453–87)，他的兒子Thomas Cheney是五港總督。
在一戰中部隊被安置在莊園裡，因此莊園的建築遭受了很大的損害，從那以後就沒有記錄表明有人住在莊園裡，現在莊園做為第二級登錄建築，正等待英格蘭遺產委員會對它進行重建，該計劃將莊園的部分做為住房。
由英格蘭遺產委員會於2006年撥出的一筆30萬英鎊的撥款已經用於恢復莊園的外觀。

### 1667年荷蘭佔領期
謝佩島是自黑斯廷斯战役中征服者威廉入侵以來，唯一曾經被外國軍隊佔領過的不列顛大陸部分。那是在1667年6月，當荷蘭艦隊從泰晤士河口溯河而上準備展開梅德韋港突襲時，他們佔領了希爾內斯的要塞。當時要塞尚未完工，而守軍也是糧餉不足，讓他們去抵抗擁有重武器的荷蘭海軍是要求太過了。海軍局局長塞缪尔·皮普斯描述謝佩島在“二到三個小時的爭鬥”後丟失了。荷蘭人迅速打敗了他們，並在撤退前的幾天中佔領了該島，在撤離之前，荷蘭人搶走了補給、彈藥、火炮，然後放火燒毀了所有可燃物。

### 詹姆士二世的被俘
距斯韋爾4.8公里的惠茨特布尔是詹姆士二世選擇離開英國的地點，1688年12月，當威廉三世“解救了新教國家”時，他匆忙離開了英國。
他租用了一艘独桅小船，並在愛爾慕里登陸，逃亡的國王一登陸就遭到了當地漁夫的圍攻，他們認為這麼一個貴族居然坐著這麼一條破爛船，一定是當地人痛恨的耶穌會傳教士，他們搶走了國王的錢、手錶和加冕戒指。最終攻擊者中的一員認出了國王，他們把國王送到法弗沙姆，在那裡國王被正式拘押。

## 航海歷史
希爾內斯是謝佩島上的一個商港，也是島上的主鎮，這得歸功於它的起源，最早這裡是做為皇家海軍造船廠鎮。塞缪尔·皮普斯於17世紀建立了皇家海軍造船廠。亨利八世為他的海軍獲得了梅德韋河的錨地，並命令說：河口必須要有一個小的要塞來保護。Garrison Fort建於1545年。
希爾內斯是1667年6月荷蘭海軍進攻的焦點，當72艘敵軍船隻包圍這個小小的嘴狀沙洲要塞，並派出一支部隊在很短一段時間後佔領了鎮子，此時正在格雷夫森德的塞缪尔·皮普斯在日記中寫到“在此時我們清晰的聽到了炮聲”，並因害怕而離開，前往了亨廷登郡的Brampton, Cambridgeshire。
造船廠服務於皇家海軍直到1960年，同時此地也成為英國最大的和擴展最快的港口，Sheerness港至少擁有一座二級列表建築（Grade II listed building）——老船樓（Old Boat House），該樓建於1866年，它是英國歷史上第一座多層鋼結構工業建築，裝飾有華麗的鐵藝，它特有的運行軌道穿過整個建築用於搬運存貨，與現在吊車相似。
船廠和港口構成了如今謝佩島的主要經濟。它包括大量的進出口汽車、一個大型鋼廠以及大量的鐵路設備。該島也飽受經濟緊縮的影響。這些產業也不象以前那樣繁榮。
緊貼著船廠的地區被船廠工人佔用，他們在上面建造了木質房屋並從船廠裡偷來海軍藍涂料進行裝飾，這一地區從此被稱為藍村（Blue Town），目前此地大部分為Sheerness Steel complex所佔用。
穿過Blue Town，有一片可俯瞰海面的邊遠居民區，它們最早是設計用於各種政府辦公使用，現在這個地區被稱為一里堡（Mile Town），因為從Sheerness到這裡剛好一英里(1.6 km)。
環繞謝佩島的海岸大約有200條有記錄的沉船，其中最著名的是SS Richard Montgomery，它是一條自由輪（liberty ship），滿載彈藥，在二戰期間在沙洲上擱淺。在2004年的計劃中討論了如何去除這個威脅，包括使用水泥包裹沉船或移走炸彈等方法，但最終方案至今未定。
一個由政府於2005－2006年組織的研究表明，這一威脅基本消除了。現在只需要固定的監控就能保證臨近社區的安全。

## 自然歷史
Edward Jacob（1710–1788）於1752年在謝佩島上購買了一小塊莊園（Manor of Nutts），在那裡他致力於他做為博物學者的業餘愛好。在那裡，他發現了許多關於考古學、博物學、地質學、動物學上前人未知的知識。在1777年，Jacob出版了一本書，專門描述他在化石方面的發現，其中包括一種他稱為“大象遺骨”（the remains of an elephant）的東西。
島上最北端有一些蠍子種群。Euscorpius flavicaudis是從1860年開始進入島嶼的，相信是從船上進入該島的。
2008年，一隊古生物學家在沉澱於倫敦粘土（London Clay）的始新紀地層中發現了一只大型飛行鳥類的化石頭骨，此鳥名為森林鸟属。

## 地方政府
從1894年一直到1968年，謝佩島包含了昆伯勒 Municipal Borough、施爾尼斯 Urban District和Sheppey Rural District (包含民政教區es of Eastchurch、Elmley、Harty、Leysdown-on-Sea、Minster-in-Sheppey和Warden, Kent)。1968年所有這些行政區被一個覆蓋全島的Queenborough-in-Sheppey Municipal Borough代替。1974年，整個地區又與大陸地區合併到Swale District。

## 早期航空

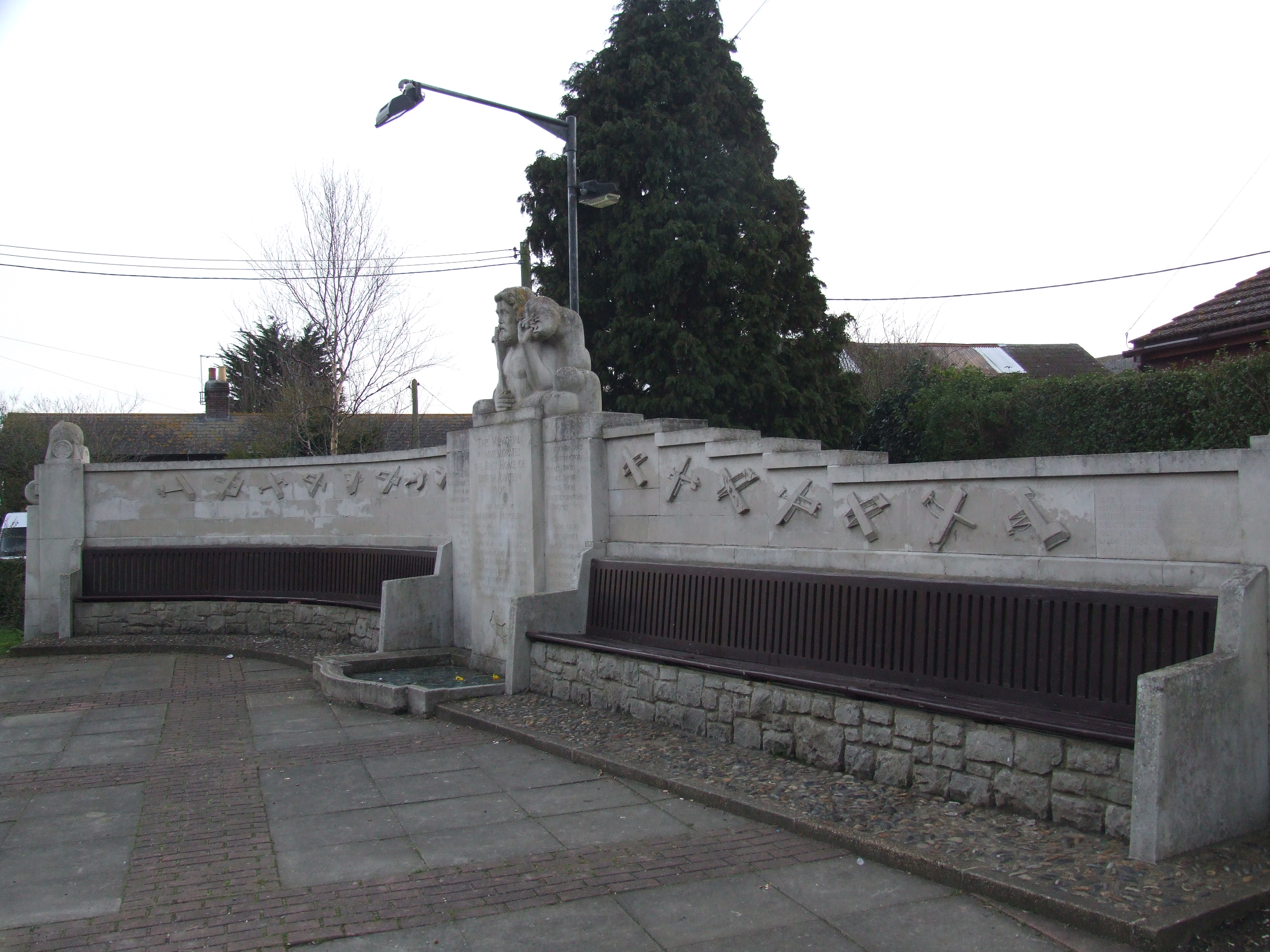
在伊斯特徹奇（Eastchurch）的航空紀念碑

本島在英格蘭航空發展史上佔有重要的地位。它是1900年代早期成立於leysdown的由John Moore-Brabazon建立的皇家航空俱樂部的創建地，它推廣了氣球飛行。俱樂部由於興趣喜歡上了飛機，1909年7月肖特兄弟公司在附近的濕地裡建立了Shellbeach機場用於調試6架莱特飞行器，下一年公司搬到了幾公里以外的Eastchurch，在那裡為俱樂部又建了一個更新的更專用的機場。
Eastchurch機場從1909年起在英國航空史上扮演了一個重要角色。那一年Frank McClean獲得了在Leysdown的濕地裡的Stonepits農場，並把它變成了大不列顛航空俱樂部成員的專用機場。
肖特兄弟Horace、Eustace和Oswald在巴特西建造了試飛機場，不久以後Moore-Brabazon, Professor Huntington, 查爾斯·勞斯和Cecil Grace都來到這裡並使用了飛行俱樂部的服務莱特兄弟和他的兄弟莱特兄弟也來到謝佩島查看航空俱樂部的新的飛行場地。1909年Moore-Brabazon進行了第一次固定翼飛機實物貨運飛行，這次飛行中他在雙翼機的機翼立柱上綁了一個廢紙簍做為貨艙，貨艙裡放了一只小豬。
Eastchurch airfield在1911年7月成為了Gordon Bennett Cup in ballooning的比賽場地，這個比賽是一個動力飛行競賽，由全世界的飛行員參加，該年冠軍是美國飛行員C. T. Weymann。
在位於Eastchurch的All Saints' Church（建於1432年）的南邊彩色玻璃窗，是為了紀念查爾斯·勞斯和Grace，他們分別死於1910年7月和12月。
在2009年7月，Eastchurch慶祝了本島與航空歷史關聯100週年。SkySheppey這一慶祝活動將許多協會和遊客都認識到開始於Eastchurch的英國航空史的重要性。

## 今日謝佩

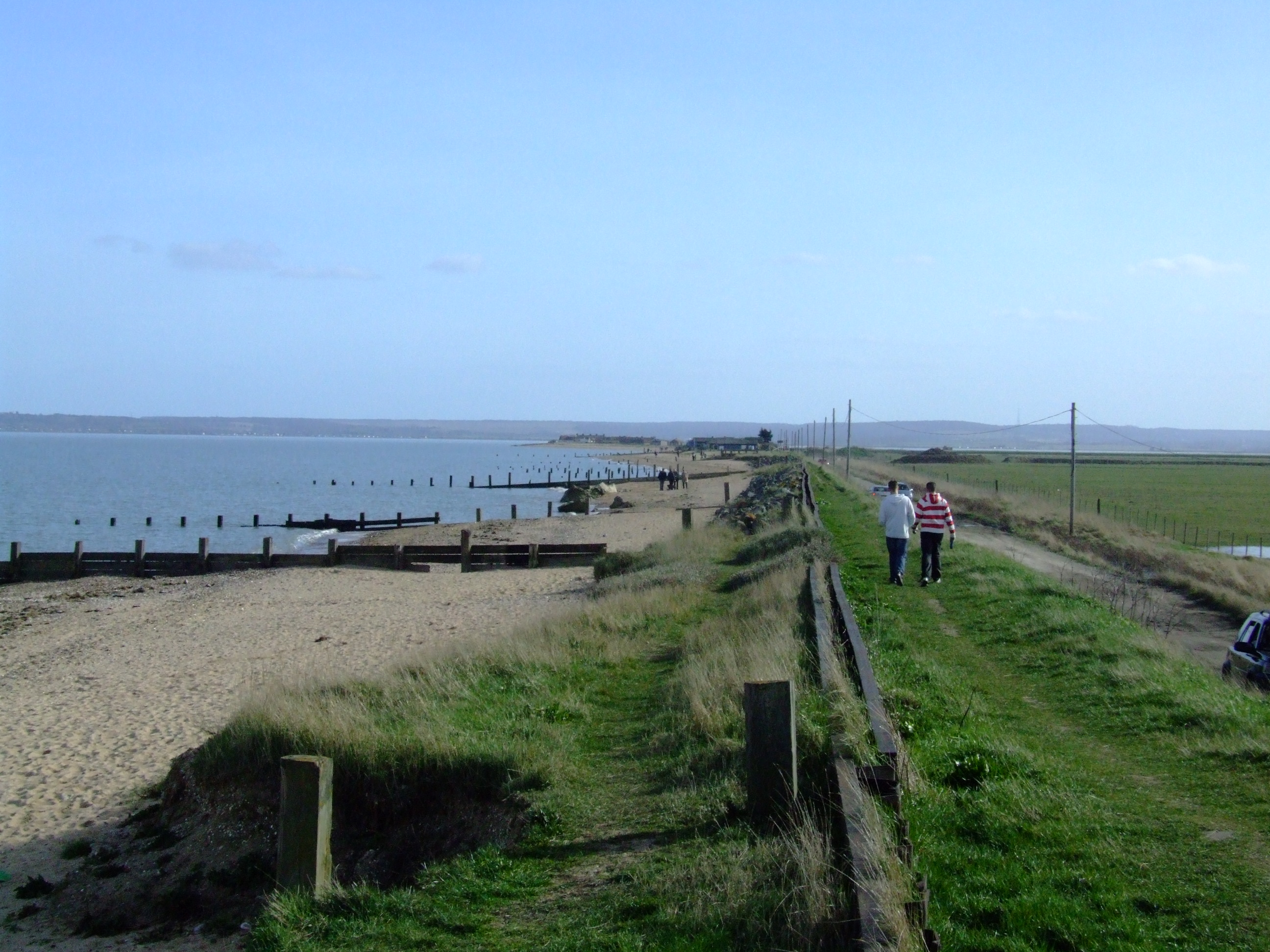
在Leysdown和Shell Ness之間的海灘

島上最大的鎮是施爾尼斯。其它村鎮包括Minster, Isle of Sheppey，在那裡有一個卵石海灘。Leysdown-on-Sea, 在那裡有一個粗砂海灘，整個北海岸點綴著旅行車停車場和度假屋，在Leysdown-on-Sea向Shellness以遠還有一個天體沙灘。英國皇家鳥類保護協會（Royal Society for the Protection of Birds）在Elmley濕地管理著一個保護區，它是由Elmley Conservation Trust管理的國家自然保護區的一小部分。

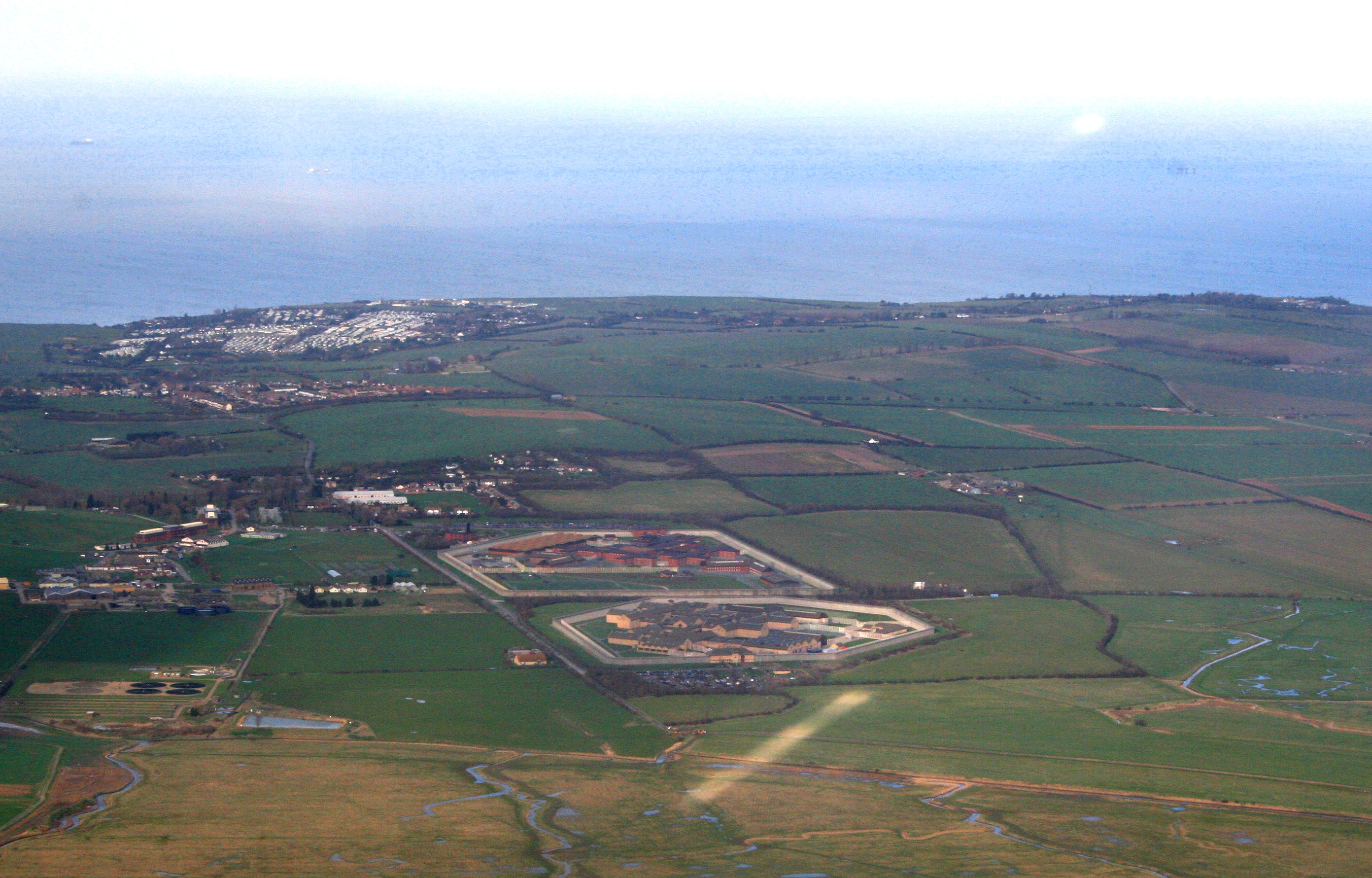
鳥瞰監獄與Eastchurch村，一個旅行車停車點和北海

在島上有三個監獄，都位於Eastchurch村的南邊，分別是：HMP Elmley、HMP Standford Hill和HMP Swaleside。在本地區關押人員為2,200人。
在2001年人口普查中，本島居民人數為37,852人，許多人每天通過Sheerness Line和新謝佩立交橋來往於島與大陸之間上下班。

## 當地無線電
Bridge Radio "BRFM" 95.6每天24小時不斷的只向謝佩島廣播（因為它被嚴格限制的許可證），它的導播間設在敏斯特的懸崖上。

## 機場
（Thames estuary airport）
在2008年9月21日，倫敦市長鲍里斯·约翰逊稱可以在謝佩島海岸以外建造一個機場，以代替過份擁擠的希斯羅機場。但他的這一觀點沒有得到任何人的支持，包括當地居民、反對黨甚至他自己的黨都反對這一計劃。

## 外部連結
- The Sheppey Website
- Swale Borough Council's Sheppey Tourism Page
- Sheppey Access
- Sheppey On-Line Community Website for the Isle of Sheppey
- History of Harty Ferry
- BRFM Community Radio for The Isle of Sheppey
- Sheerness Heritage Centre（页面存档备份，存于）
- Film trailer of A Dream of Flight a documentary that celebrates the centenary of the first powered flight by a Briton in Britain, JTC Moore Brabazon, in 1909 on The Isle of Sheppey.

Category:Swale